# Aardman

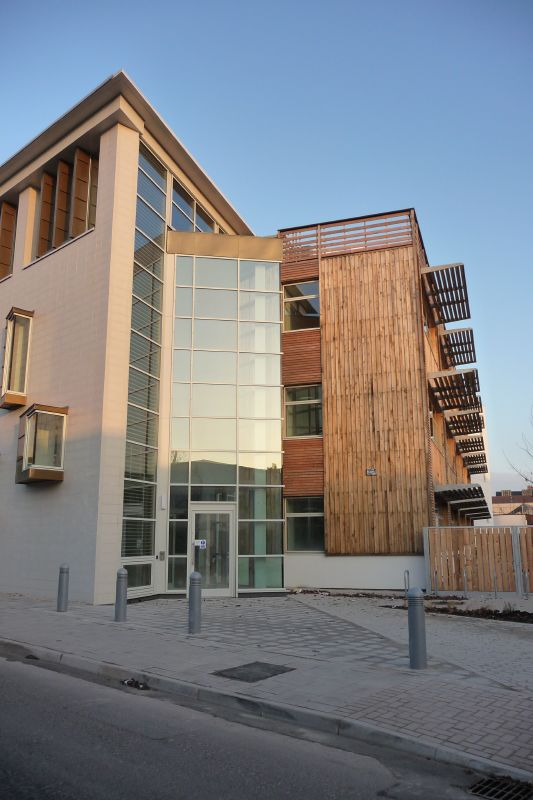
Centrála Aardman Animations v Bristolu, Velká Británie

Aardman Animations, Ltd., známé také jako Aardman Studios, je studio animovaného filmu v Bristolu ve Velké Británii. Bylo založeno roku 1972 a jeho zakladateli jsou Peter Lord a David Sproxton, bývalí spolužáci ze střední školy. První úspěchy zaznamenali s pásmem krátkých příběhů The amazing adventures of Morph. V roce 1985 se stal stálým členem studia Nick Park, autor úspěšných filmů s Wallacem a Gromitem a Slepičího úletu.
Uměleckým principem aardmanovců je dopředu nahraný rozhovor, dialog nebo monolog, získaný v reálném prostředí, zpravidla jako spontánní zvukový záznam, který se potom stává součástí celkové choreografie záběru, včetně výtvarného a pohybového řešení postav a prostředí. Některé filmy proto přijala část kritiky jako „rozhlasovou reportáž ilustrovanou figurkami“. Ve filmu Pohodlíčko (Mezi námi zvířaty, 1989) fázované „clay animation“ zvířata v ZOO s hlubokou vážností diskutují o svých problémech. Zábavnost a invenčnost přístupu oceníme tehdy, když si uvědomíme, že jde o dopředu nahrané dialogy z úplně jiného prostředí. Tento film režiséra Nicka Parka získal v roce 1990 Oscara za nejlepší krátkou metráž.
Jde o světově uznávané studio, jehož projekty jsou oceňovány nejen kritikou, ale i diváky. Příkladem může být klip k písni Petera Gabriela Sledgehammer, který v roce 1987 obdržel četná ocenění a devět z deseti nominací proměnil (MTV Video Music Awards).

## Z tvorby
- Animated Conversations: Down and Out (1977)
- Animated Conversations: Confessions of a Foyer Girl (1978)
- The Amazing Adventures of Morph (1979-1980)
- Conversation Pieces: On Probation (1983)
- Conversation Pieces: Sales Pitch (1983)
- Conversation Pieces: Palmy Days (1983)
- Conversation Pieces: Early Bird (1983)
- Conversation Pieces: Late Edition (1983)
- Sweet Disaster: Babylon (1986)
- Mezi námi zvířaty (1989)
- War Story (1989)
- Ident (1989)
- Next (1989)
- Going Equipped (1989)
- Wallace a Gromit: Cesta na Měsíc (1989)
- Rex the Runt: North by North Pole (1991)
- Adam (1992)
- Loves Me, Loves Me Not (1992)
- Not Without My Handbag (1993)
- Wallace a Gromit: Nesprávné kalhoty (1993)
- Pib a Pog (1994)
- The Morph Files (1995)
- Wallace a Gromit: O Chloupek (1995)
- Pop (1996)
- Wat's Pig (1996)
- Rex the Runt: How the Dinosaurs Became Extinct (1996)
- Owzat (1997)
- Stage Fright (1997)
- Humdrum (1998)
- Al Dente (1998)
- Rex the Runt (seriál) (1998-2001)
- Minotaur and Little Nerkin (1999)
- Angry Kid (1999)
- Slepičí úlet (2000)
- The Presentators (2001)
- Wallace a Gromit: Cracking Contraptions (2002)
- The Non-Voters (2004)
- Planet Sketch (2005)
- Wallace & Gromit: Prokletí králíkodlaka (2005)
- Purple and Brown (2006)
- Flushed Away (2006)
- Pib a Pog episody navíc (2006)
- Shaun the Sheep (seriál) (2007 and 2009-2010)
- Chop Socky Chooks (2008)
- Wallace a Gromit: Otázka bochníku a smrti  (2008)
- Timmy Time (2009)
- The Cat Burglers (2010)
- Arthur Christmas (2011)
- The Pirates - In an Adventure with Scientist (2012)
- Hrabě Duckula (2010)
- Pračlověk (2018)
- Ovečka Shaun ve filmu: Farmageddon (2019)
- Wallace a Gromit: Pomstu poznáš po peří (2024)